# Dan Bahat
Dan Bahat, hebrejsky דן בהט‎‎ (* 1938) je izraelský archeolog.

## Biografie
Narodil se roku 1938 v Polsku, ale rok poté se jeho rodiče přestěhovali do Tel Avivu. Roku 1964 promoval na Hebrejské univerzitě. Doktorát získal tamtéž na základě práce Topografie a toponyma křižáckého Jeruzaléma.
V letech 1963–1990 pracoval v Izraelském památkovém úřadě jako archeolog Jeruzaléma. Jeho hlavní prací byly vykopávky tunelů Západní zdi. Do roku 2004 vyučoval na Bar-Ilanově univerzitě. Od roku 2003 přednáší na Torontské univerzitě.